# Chelsea Lately
Chelsea Lately es un programa de entrevistas de comedia de medianoche estadounidense creado por Brody Stevens y presentado por la comediante Chelsea Handler. El programa fue producido por la productora de Handler (Borderline Amazing Productions) y grabado en Universal Studios Stage 1, en Universal City, California. Fue transmitido por E!, con el primer episodio emitido el 16 de julio de 2007 y el último el 26 de agosto de 2014. En los mercados estadounidenses, el programa se transmitió a las 11:00 p. m. ET y 8:00 p. m. PT siendo grabado a las 3:30 p. m. PT, normalmente el mismo día.
El 15 de noviembre de 2011, se anunció que la duración del programa se había extendido hasta 2014. El mánager de Handler, Irving Azoff, declaró que Handler dejaría E! cuando su contrato expiró ese año, poniendo así fin a Chelsea Lately.

## Historia
Handler protagonizó anteriormente The Chelsea Handler Show, un programa de comedia que se emitió en E! en 2006. En 2007, se le acercó para presentar su propio programa de entrevistas nocturno mientras salía con el director de Comcast (la empresa matriz de E!), pero afirmó que se mostraba escéptica ante la idea de su propio programa. Chelsea Lately se estrenó el 17 de julio de 2007 a las 23:30 horas.
El 15 de octubre de 2012, Chelsea Lately se mudó de Westside Media Center Studios en West Los Angeles, una instalación anteriormente utilizada por la red hermana de E!, G4, para grabar Attack of the Show. Ese decorado se adaptó al Chelsea Lately con solo cambios de fondo y la adición de asientos para el público. El nuevo set del programa estaba en el Stage 1 de Universal Studios Hollywood, que había sido utilizado por The Tonight Show with Conan O'Brien durante su corta duración de siete meses. Cuando la serie se mudó a un nuevo estudio, el tema de apertura se cambió a una nueva versión compuesta por Pharrell Williams.
La serie tuvo un spin-off, After Lately, un falso documental detrás de escena, que se estrenó el 6 de marzo de 2011.

## Formato
Chelsea Lately se presentó en un formato de media hora y se transmitió de lunes a viernes a las 11:00 p. m. ET/PT, aunque el programa del viernes frecuentemente era una repetición. Chelsea Lately abre con una secuencia introductoria y Handler realizó un monólogo stand up. La rutina generalmente se centraba en un tema de la cultura pop o eventos actuales y, en ocasiones, incluía un videoclip u otra ayuda visual. Durante los créditos iniciales, el locutor Mike Rock presentó los temas de discusión y los invitados del programa, luego hizo un comentario sobre algo totalmente irrelevante.
Después de la apertura, Handler presentó el panel de la mesa redonda de tres invitados compuesto por una combinación de comediantes, actores o miembros del personal. Por último, presenta al habitual del programa, su asistente Chuy Bravo (nacido Jesús Melgoza), quien estaba sentado en su propia silla cerca del borde del escenario del estudio. Luego, Handler discutió los acontecimientos en la cultura pop con los miembros de la mesa redonda, incluyendo ocasionalmente a Chuy, cuyos comentarios son siempre bromas de una sola línea. Una vez finalizada la mesa redonda, si hay un boceto en el episodio, se mostrará a continuación. Luego, después de regresar de una pausa comercial, Handler entrevistaba a un invitado (o invitados) famoso durante unos seis minutos en cada programa. Luego, el programa se cerró con otro monólogo muy corto (esencialmente Handler con una frase ingeniosa) o con un pequeño segmento como «Fat Baby» (bebé gordo) con imágenes mostradas con valor cómico. Luego, Handler y Chuy generalmente interactuaban con la audiencia mientras se escuchaban los créditos finales y la música.

## Miembros habituales de la mesa redonda
- Tone Bell
- Bill Bellamy
- Guy Branum
- Matt Braunger
- Kurt Braunohler
- John Caparulo
- Liz Carey
- Sarah Colonna
- Lavell Crawford
- Whitney Cummings
- Thomas Dale
- Dov Davidoff
- James Davis
- Fortune Feimster
- Greg Fitzsimmons
- Chris Franjola
- Ron Funches
- Ben Gleib
- Chris Hardwick
- Kevin Hart
- Grace Helbig
- Moshe Kasher
- Kerri Kenney-Silver
- Jen Kirkman
- Jo Koy
- Bobby Lee
- Natasha Leggero
- Dan Levy
- Loni Love
- Mo Mandel
- Joe Matarese
- Ross Mathews
- Dan Maurio
- Julian McCullough
- Heather McDonald
- T. J. Miller
- Brent Morin
- Arden Myrin
- Greg Proops
- Mary Lynn Rajskub
- April Richardson
- Ron G
- Nico Santos
- Betsy Sodaro
- Brody Stevens
- Ryan Stout
- Claire Titelman
- Gary Valentine
- Jeff Wild
- Josh Wolf
- Brad Wollack
- Ali Wong
- Dustin Ybarra
- Michael Yo

## Ratings
En 2011, Chelsea Lately tuvo un promedio de 960.000 espectadores por episodio. Entre 2010 y 2013, su audiencia disminuyó un 32 por ciento, a un promedio de 572.000 espectadores.
En octubre de 2011, el episodio de mayor audiencia del programa obtuvo 1,8 millones de espectadores: este fue el episodio del 10 de octubre de 2011 presentado por Ross Mathews con Kendra Wilkinson y Hank Baskett, después del especial de bodas de Kim Kardashian.
La aparición de Lindsay Lohan como presentadora invitada se convirtió en el episodio más visto desde octubre de 2012 al adquirir 890.000 espectadores en total.
Entre enero y octubre de 2013, Chelsea Lately atrajo 30,3 millones de dólares en publicidad para una audiencia cuya edad media era de 42,8 años.
De 2012 a 2013, la audiencia disminuyó de 613.000 a 571.000.
El final en vivo del programa de una hora de duración se emitió el 26 de agosto de 2014 y fue visto por 1.003 millones de espectadores con una participación del 0,4 en el grupo demográfico de 18 a 49 años.

## Presentadores invitados
Debido a una enfermedad, lesión o vacaciones, Handler no pudo presentar algunos episodios y pidió a presentadores invitados que la sustituyeran. En el pasado, los panelistas frecuentes de «mesa redonda» Ross Mathews, Josh Wolf y Fortune Feimster han sido anfitriones invitados, y Mathews recibió críticas muy positivas.
Después de julio de 2012, hubo varios presentadores invitados famosos durante varios episodios:
- La comediante y actriz Wanda Sykes fue la anfitriona invitada el 30 de julio de 2012, mientras Handler estaba en Londres.
- El actor de comedia Kevin Hart fue el anfitrión invitado el 31 de julio y el 1 de agosto de 2012, mientras Handler estaba en Londres.
- El actor y comediante Dax Shepard fue el anfitrión invitado el 2 de agosto de 2012, mientras Handler estaba en Londres.[18]
- La actriz de comedia australiana Rebel Wilson fue la anfitriona invitada el 7 de septiembre de 2012. El tiempo de Wilson como presentadora invitada no se debió a la falta de disponibilidad de Handler para filmar el episodio, sino a la solicitud de Wilson como presentadora. Handler invirtió su papel y fue la celebridad invitada entrevistada por Wilson en este episodio.
- Como parte de la «Semana de presentadores invitados famosos» del programa, la primera semana de diciembre de 2012 tuvo episodios presentados por la personalidad de televisión Amanda De Cadenet, la actriz y cantante Kristin Chenoweth, la actriz cómica Casey Wilson y el músico Dave Grohl.[19]
- En febrero de 2013, Grohl volvió a ser anfitrión durante una semana que incluyó una entrevista con Elton John.[20]
- Las tres hermanas Kardashian, Kourtney, Kim y Khloé, y su madre, Kris Jenner, fueron las anfitrionas invitadas el 8 de abril de 2013. Este fue un evento planeado, aunque no está claro si fue organizado por Handler y las Kardashian o por la red madre donde trabajan.[21] Desde entonces, Khloé ha regresado en otras ocasiones como presentadora invitada del programa.
- La actriz Lindsay Lohan fue la anfitriona invitada el 5 de agosto de 2013, solo seis días después de ser liberada de su período de encarcelamiento de noventa días ordenado por el tribunal.
- Las actrices Gabourey Sidibe y Mary McCormack también han sido anfitrionas invitadas.

## Especiales yspin-offs

### After Lately
After Lately fue una parodia semiguionizada de un reality show, en la línea de programas como The Larry Sanders Show y Curb Your Enthusiasm, en los que los distintos miembros del elenco, invitados, escritores, equipo e incluso 'parásitos' de Chelsea Lately se muestra discutiendo y discutiendo sobre asuntos en su mayoría triviales y mezquinos, y compitiendo por el tiempo de emisión del programa y la aprobación personal de Chelsea. La propia Handler suele aparecer en muy pocas escenas del programa y siempre se la retrata con un desprecio abierto y absoluto por todos los que están debajo de ella. Se estrenó el 6 de marzo de 2011 y constó de ocho episodios. After Lately fue renovado para una segunda temporada el 5 de mayo de 2011 y para una tercera temporada el 27 de abril de 2012.

## Controversia
Durante el episodio del 20 de junio de 2011, mientras hablaba de la mal recibida actuación de Amy Winehouse en un concierto en Belgrado, Handler leyó una declaración del ministro de Defensa serbio, Dragan Šutanovac, calificando la actuación de Winehouse como una «vergüenza y una decepción». Handler luego dijo: «Bueno, tu país también». El comentario generó críticas y se pidió a Handler que se disculpara por el comentario. También se crearon una página de Facebook y una petición en change.org pidiendo un boicot a Handler y E! hasta que se presentó una disculpa pública.
El 25 de junio de 2011, el embajador de Serbia en los Estados Unidos, Vladimir Petrović, envió una carta a Bonnie Hammer, presidenta de NBCUniversal Cable (que supervisa la red E!), describiendo el acto de Handler como «inapropiado, desagradable y simplemente de mal humor».
Handler no hizo ningún comentario oficial sobre el asunto, pero en varias ocasiones reconoció en el programa que ya no es bien recibida en Serbia.
Según un representante de E!, se informó una solicitud falsa en enero de 2013 afirmando que Comcast (propietario de NBC y E!) advirtió a Handler y al personal del programa que no hicieran más bromas sobre los presentadores de Today.

## Críticas posteriores al programa
Seis meses después de que concluyera el programa, Handler hizo comentarios negativos sobre su tiempo en E! durante una entrevista sobre su nuevo proyecto con Netflix. «Es una relación tan diferente a la que tenemos con E!; es bueno estar involucrado en un programa donde respeto sus opiniones. Es como salir con un chico con el que estás orgullosa de que te vean», dijo en febrero de 2015. Handler también dijo que, en la segunda temporada de Chelsea Lately, ya se había cansado de hablar de temas sensacionalistas, en particular de sus coprotagonistas de E! en Keeping Up with the Kardashians. «Simplemente no quiero tener que volver a ver eso nunca más. No me importa. Eso no me importa».